# Kamui Shirou
Kamui Shiro (司狼 神威?, Shirō Kamui) è il protagonista dell'anime e manga X delle CLAMP. È colui che dovrà scegliere a quale fazione appartenere durante l'Apocalisse: i Draghi del Cielo, destinati a salvare l'umanità a discapito del pianeta, o i Draghi della Terra, destinati a distruggere l'umanità per permettere la rinascita della Terra, oppressa dal genere umano.
Il suo nome ha un duplice significato, a simbolo della sua possibilità di scelta: può voler dire "Colui che compie la volontà divina", ma anche "Colui che va contro la volontà divina".
Nel set di tarocchi di X, Kamui rappresenta Il Mago o Il Giocoliere.

## Carattere
Nella prima parte della storia, Kamui si mostra scostante, presuntuoso e arrogante, allontanando tutti coloro che gli si avvicinano e utilizzando i suoi poteri senza curarsi di ferire persone estranee. Come in seguito spiegherà, questo suo comportamento era dovuto al suo timore di ciò che sarebbe potuto accadergli: inoltre, il motivo per cui si mostrava freddo e lontano nei confronti dei suoi due amici d'infanzia, Fuuma Mono e Kotori Mono, era il volerli proteggere da chi lo perseguitava, tenendoli al di fuori del suo mondo.
Nella seconda parte della storia, Kamui ha un atteggiamento molto più dolce e tranquillo, spesso incline al pianto. Nonostante questa sua fragilità, seguendo il consiglio di Subaru Sumeragi, persa Kotori, decide di fare tutto ciò che gli è concesso per riportare indietro Fuuma, facendo tornare l'amico quello di un tempo.
Tuttavia, sembrerebbe non sia questo il suo vero desiderio, fatto che pare impedire a Kamui di innalzare una barriera nonostante sia un Drago del Cielo. Il manga si interrompe esattamente nel momento in cui Kamui pare aver capito il suo reale desiderio.

## Poteri
I poteri di Kamui si ricollegano alla psicocinesi; tuttavia, sembrerebbe essere molto più debole della sua stella gemella.

## Storia

### Manga
Kamui non ha mai conosciuto suo padre, di cui si ignora persino l'identità; non ha mai avuto molti amici.
Quando era piccolo, durante un giorno di pioggia, usò la propria giacca per riparare un cucciolo di cane, davanti al tempio Togakushi; in quel momento, un altro bambino, Fuuma, lo notò e lo riparò con il proprio ombrello, invitandolo ad entrare in casa per non ammalarsi. Il giorno dopo, sua madre Toru lo portò al tempio per conoscere la sua amica Saya e i suoi due figli, Kotori e lo stesso Fuuma, che divennero i suoi migliori amici.
Qualche anno dopo, Toru fuggì senza preavviso, portandolo con sé ad Okinawa, confessando a Kamui che "la zia Saya" era morta a causa loro. Due settimane prima dell'inizio della storia, Kamui, tornando a casa, trova l'edificio avvolto da un incendio e sua madre tra le fiamme, che gli dice di andare a Tokyo, dove incontrerà il suo destino. Dopo sei anni di assenza, quindi, Kamui fa il suo ritorno a Tokyo, dove inizia a frequentare la stessa scuola di Fuuma e Kotori, reincontrandoli, ma mostrandosi freddo e scostante.
Nel frattempo, Kamui viene più volte aggredito da shikigami dall'aspetto di uomini con occhiali scuri, che il ragazzo, però, riesce sempre a respingere. Lentamente, ha modo di incontrare gli altri personaggi della serie, con i quali inizialmente si relaziona non troppo simpaticamente: il primo è Daisuke Saiki, che suo malgrado di ritrova coinvolto in uno scontro con il ragazzo, venendo infine salvato da Arashi Kishu; in seguito, incontra Sorata Arisugawa, l'unico che riesce a parlargli quasi senza suscitargli scatti d'ira. Durante la prima parte, Hinoto e Kanoe si contendono il ragazzo, cercando di persuaderlo a scegliere i Draghi del Cielo la prima e i Draghi della Terra la seconda: Hinoto, infatti, sebbene avesse fatto credere a Kamui di essere destinato a guidare i Sigilli, viene smascherata dalla sorella, che rivela a Kamui della sua possibilità di scelta. Ciò porta Kamui ad essere ancora più restìo a stare insieme alle altre persone.
In seguito, Kamui comincia ad aprirsi e confidarsi con Fuuma, che al contrario inizia a comportarsi in modo strano. Dopo un lungo dialogo con Kotori, Kamui mette da parte la sua maschera arrogante e si mostra più dolce e conciliante. Ha intanto avuto modo di conoscere Tokiko Magami, l'infermiera della scuola, che si rivela essere la sorella di sua madre e quindi sua zia: Tokiko gli promette di rivelargli la verità sulla sua famiglia e sul suo ruolo nell'Apocalisse ma, prima che possa farlo, viene rapita dagli shikigami con le sembianze di uomini con occhiali scuri. Kamui, mentre è in compagnia di Fuuma, la rivede al tempio Togakushi, dove arranca per delle profonde ferite: è allora che la donna fa nascere la seconda spada sacra, morendo; riappare quindi sotto forma di spirito, chiedendo a Kamui di nascondere la spada sacra nell'Istituto Clamp. In quel momento, però, si scopre che Kotori aveva assistito alla nascita della spada e, memore della morte della madre, morta allo stesso modo, perde la ragione; Kamui cerca di fermarla dall'avvicinarsi al cadavere smembrato della donna, ma viene fermato da Fuuma, improvvisamente in trance, che sembra volergli dire qualcosa. Quando però un terremoto fa tremare anche il tempio, Fuuma torna in sé. Poco dopo, il presidente dell'Istituto Clamp, Nokoru Imonoyama, informato da Tokiko prima della sua morte, fa la sua apparizione al tempio, portando via Kamui, Fuuma e Kotori. Una volta nell'edificio, Kamui ascolta un nastro registrato dalla zia, che gli dice di basare la sua scelta su ciò che vuole per le persone che ama. È così che Kamui fa la sua scelta: vuole proteggere il mondo in cui Fuuma e Kotori possano essere felici; sceglie, quindi, di divenire il capo dei Draghi del Cielo.
Nel momento in cui fa questa scelta, però, Fuuma si rivela essere la sua stella gemella, ossia colui che è destinato a prendere il posto da lui lasciato vacante: come tale, diviene il capo dei Draghi della Terra. Dopo aver immobilizzato Kamui ad una roccia con dei pezzi di vetro, lega una svenuta Kotori ad una croce di ferro, per poi ucciderla con la spada sacra; prima che possa infierire su Kamui, però, Kakyo Kuzuki prende possesso del cadavere della ragazza e dice a Fuuma che Kotori non desidera la morte di Kamui. Così, Fuuma fugge, mentre il corpo di Kotori, tirato da dei fili di ferro, cade a pezzi. Per recuperare almeno la testa della ragazza, Kamui si ferisce gravemente, per poi cadere in uno stato di catatonia, da cui si risveglia solo grazie all'intervento di Subaru.
Dopo quei fatti, Kamui va a vivere insieme a Sorata, Arashi e Yuzuriha Nekoi in un appartamento messo a disposizione da Nokoru, frequentando l'Istituto Clamp. È qui che fa amicizia con Keiichi Segawa, suo compagno di classe che, nonostante le numerose sventure che gli capitano, riesce sempre a mantenere il sorriso e a sostenere Kamui.
Nel corso della storia, Kamui reincontra Fuuma diverse volte: nei loro scontri, però, Kamui si mostra sempre in svantaggio ed è quindi costretto ad essere salvato dagli altri Draghi del Cielo, paradossalmente anche quando è lui stesso a correre in loro aiuto. Grazie alle parole di Kakyo, Kamui è il primo ad accorgersi dello strano comportamento di Hinoto e a sospettare di lei, confidando i suoi sospetti a Sorata.
In alcuni momenti, nella seconda parte della storia, mostra delle esitazioni riguardo alla sua scelta, chiedendosi spesso se sia stata quella giusta. Durante la battaglia finale, liberata la Shinken precedentemente sigillata nell'Istituto Clamp, Kamui, accompagnato da Yuzuriha, Karen Kasumi e Seiichiro Aoki, si scontra con Fuuma, al cui fianco si trova Subaru, divenuto un Drago della Terra. Il combattimento tra Kamui e Fuuma è breve e si conclude con Fuuma che punta la spada contro un disarmato Kamui, mentre Subaru cerca di spronarlo a rendersi conto del suo vero desiderio che, contrariamente a quanto più volte affermato dal ragazzo, non è quello di far tornare Fuuma come prima. Nel momento in cui Kamui pare comprendere il suo vero desiderio, il manga si interrompe.

### Anime
L'anime, al contrario del manga, ha una conclusione inventata appositamente per la trasposizione animata.
Nella seconda parte dell'anime sono stati omessi tutti i combattimenti di Kamui e Fuuma, salvo quello successivo alla morte di Saiki, comunque censurato delle sue scene più ambigue. Il combattimento finale tra i due è molto più lungo e si conclude con la morte di Kamui, che si lascia uccidere da Fuuma per permettergli di ritornare quello di un tempo: al momento della sua morte, riesce ad erigere una barriera che ricopre il mondo intero.
Importante differenza rispetto al manga è il fatto che nell'anime si lasci intendere che Kamui fosse innamorato di Kotori, aggiungendo anche scene tra i due invece assenti nel manga, come nel caso del loro incontro dopo la morte della ragazza. Nel manga, Kamui vuole bene a Kotori e Fuuma allo stesso modo; dopo la morte della ragazza, anzi, il suo legame con Fuuma si fa molto più ambiguo: queste ultime scene che vedono coinvolti i due ragazzi, al contrario, non sono presenti nell'anime.
Nell'anime è doppiato da Kenichi Suzumura nella versione originale e da Simone D'Andrea nella versione italiana.

### Film
Nel film, al contrario dell'anime, Kamui riesce ad uccidere Fuuma ed è uno dei pochi personaggi a rimanere in vita.
Nel film è doppiato da Tomokazu Seki nella versione originale e da Simone D'Andrea nella versione italiana.

## Crossover
Un altro Kamui appare nel mondo di Acid Tokyo, a capo di quelli che in X sono i Draghi della Terra: qui è un vampiro, gemello di Subaru, che fugge da un altro Seishiro che, per un motivo non rivelato, li sta inseguendo attraverso le dimensioni. Il Kamui vampiro si mostra molto geloso del gemello e cova un profondo odio nei confronti di Seishiro e, una volta scoperto che ne è il fratello, Fuuma.